# 那賀川町上福井
那賀川町上福井（なかがわちょうかみふくい）は、徳島県阿南市の大字。2010年10月1日現在の人口は1,377人、世帯数は518世帯。郵便番号は〒779-1243。

## 地理
阿南市の北部に位置。北は那賀川町苅屋・那賀川町工地、南は那賀川町赤池・那賀川町北中島・那賀川町中島に接する。上福井・中福井・出島の3つの地区に分けて行政施策等が行われる。

### 河川
- 出島川

### 小字
- 下ノ川
- 高福井
- 堂免
- 西ノ口
- 橋本
- 藤島
- 南川渕
- 元畭

## 歴史
2006年（平成18年）3月20日に那賀郡那賀川町が阿南市と合併し、阿南市那賀川町上福井になる。

## 施設
- 阿南市科学センター
- 阿南市立出島恐竜公園
- 善福寺

## 交通

### 道路
国道
- 国道55号（阿南道路）

都道府県道
- 徳島県道141号大林那賀川阿南線